# Сан Мауро (Терамо)
Сан Мауро је насеље у Италији у округу Терамо, региону Абруцо.
Према процени из 2011. у насељу је живело 316 становника. Насеље се налази на надморској висини од 202 м.